# Kamienica przy ulicy 3 Maja 40 w Katowicach
Kamienica przy ulicy 3 Maja 40 w Katowicach – zabytkowa kamienica mieszkalno-handlowa, położona w Katowicach-Śródmieściu u zbiegu ulicy 3 Maja 40 i ulicy J. Słowackiego 22. Została ona do użytku w 1905 roku, a zbudowano ją w stylu eklektycznym według projektu Paula Frantziocha, zarazem pierwszego właściciela budynku. W 2017 roku kamienica przeszła renowację. Ze względu na fasadę pokrytą białą glazurowaną cegłą i bogatą dekorację sztukatorską popularnie zwana jest ona „Biała Damą”.

## Historia

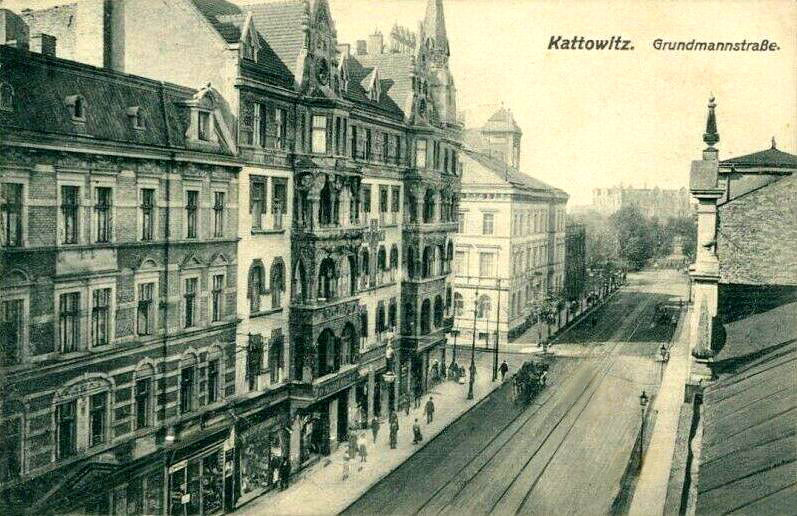
Wodok na kamienicę w 1913 roku

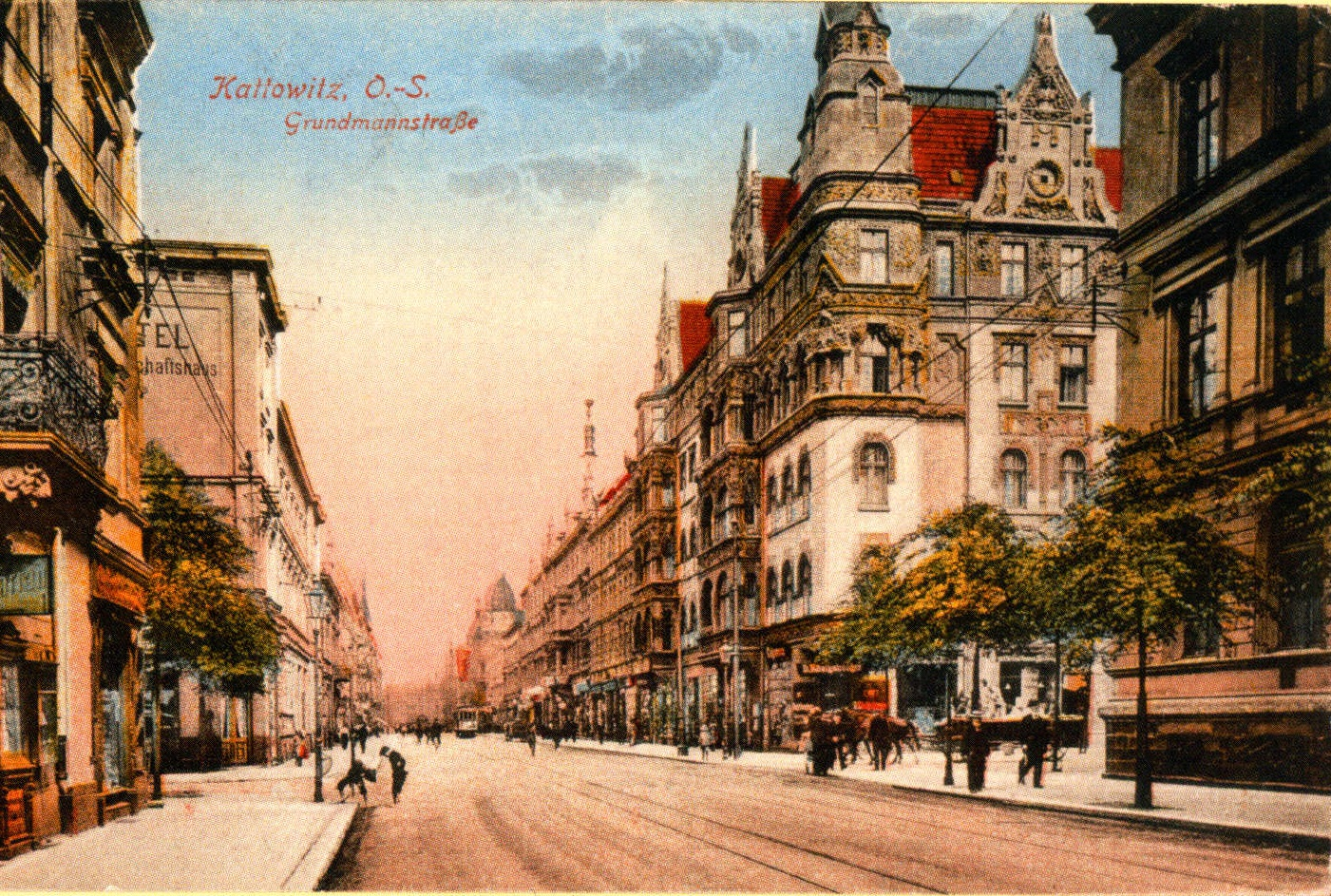
Kamienica w 1921 roku

Kamienica została wzniesiona w latach 1904–1905 według projektu mistrza budowlanego Paula Frantziocha, który był jej pierwszym właścicielem. Położona na narożnej działce posiada dwa adresy: ulica 3 Maja 40 (dawniej Grundmannstasse 40) i ulica J. Słowackiego 22 (dawniej Schillerstrasse 16). Powstała ona w miejscu dawnej synagogi, której ślady zachowały się na poziomie piwnic. Przed II wojną światową kamienicę zamieszkiwali wyżsi rangą urzędnicy, przemysłowcy, kupcy, lekarze oraz katowiccy rabini. Działało tu seminarium kobiet żydowskich oraz stowarzyszenie Chewra-Kadisza. Na parterze ulokował się sklep z instrumentami muzycznymi Emanuela Wietora oraz mieszczący się w budynku do dziś jeden z pierwszych w centrum Katowic zakładów fryzjerskich. W dwudziestoleciu międzywojennym właścicielem kamienicy było województwo śląskie. Mieściła się tu siedziba Niemiecko-Polskiej Komisji Mieszanej dla Górnego Śląska. W latach 1937–1939 przeprowadzono remont budynku, w ramach którego m.in. wymieniono drewniane stropy i pomalowano ściany. Po 1945 r. cegłę klinkierową elewacji zamalowano farbą olejną.
W dniu 7 lipca 1983 roku wpisana została ona do rejestru zabytków pod nr A/1303/83.
Obecnie kamienicą zarządza wspólnota mieszkaniowa. Mieszczą się tu mieszkania oraz lokale usługowe. W 2006 roku miasto Katowice wsparło finansowo kapitalny remont dachu wraz z częściową wymianą elementów konstrukcyjnych. Odtworzono m.in. kopułę i szczyty. Remont przeprowadziła firma Konior.
W 2017 roku rozpoczął się remont budynku. Projekt zakładał izolację fundamentów, wzmocnione konstrukcji wykuszy i odtworzenie zabytkowej frontowej elewacji. Prace pod okiem konserwatora zabytków prowadziła firma Renowacja Obiektów Zabytkowych Klaudiusz Kempa. Całkowity koszt oszacowano na 500 tys. zł.. W 2018 roku miasto Katowice przyznało 100 tys. zł. dotacji na remont zabytkowej kamienicy.

## Architektura

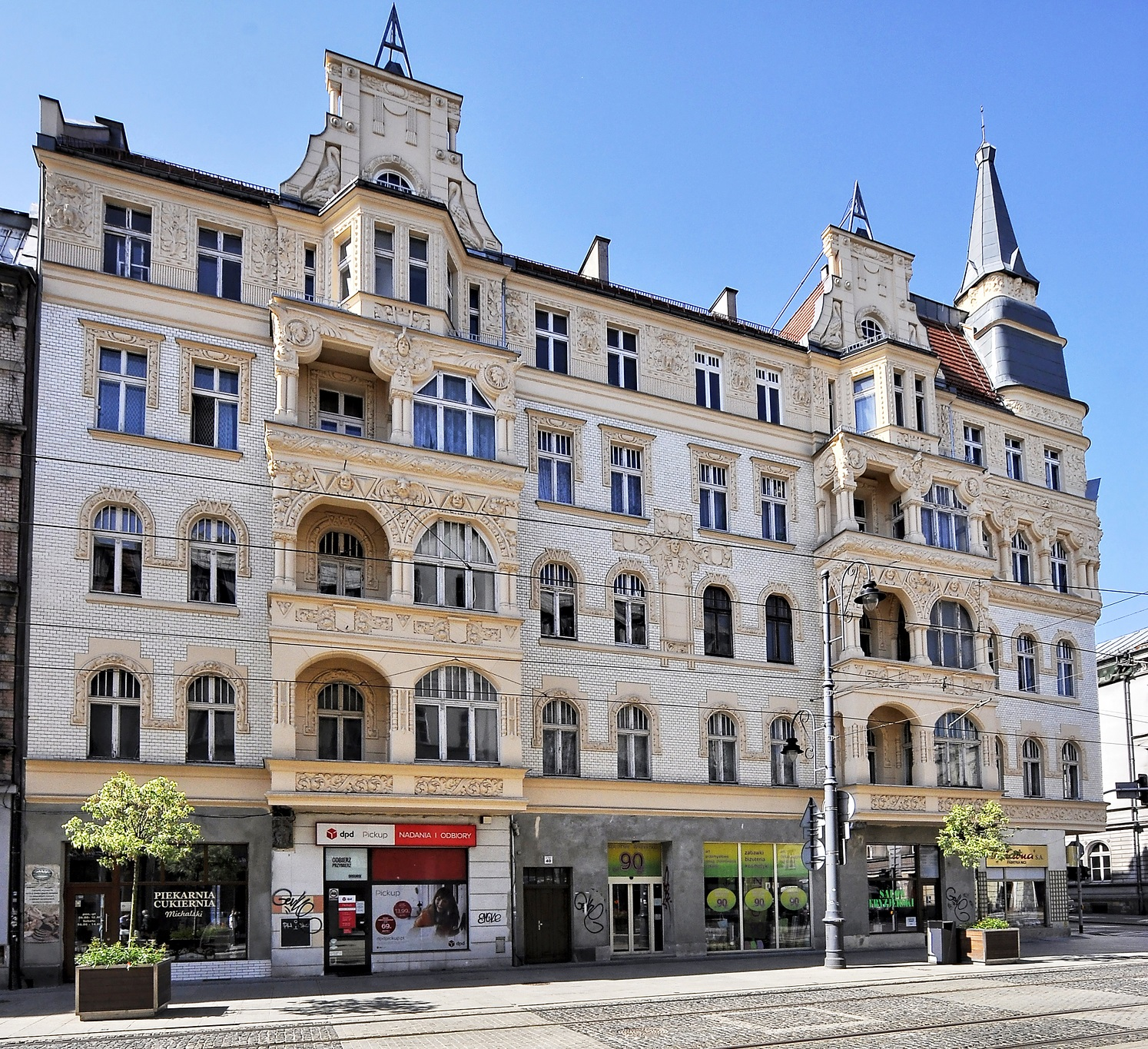
Elewacja północna (2019 rok)

Kamienica przy ulicy 3 Maja 40 w Katowicach wybudowana jest w stylu eklektycznym z elementami secesji. Jest to budynek pięciokondygnacyjny, podpiwniczony, z poddaszem, nakryty dachem dwuspadowym, z narożną wieżyczką i szczytami nad osiami wykuszy i ryzalitów.
Wraz z oficynami tworzy kwadrat zabudowy z wewnętrznym dziedzińcem. Posiada dwie klatki schodowe: reprezentacyjną (od ul. 3 Maja), niegdyś prowadzącą do biur i gabinetów najemców oraz boczną w bramie przejazdowej (od ul. Słowackiego), prowadzącą do części mieszkalnej. Parter użytkowy, w znacznej części współcześnie przebudowany.
Elewacje ukształtowane niesymetrycznie: północna jedenastoosiowa z dwoma wykuszami i loggiami oraz zachodnia dziesięcioosiowa z balkonami i bramą przejazdową w ozdobnym portalu.
Fasada licowana białą cegłą glazurowaną, wykonaną w karkonoskich hutach szkła. Posiada bogatą dekorację sztukatorską z motywami antropomorficznymi, roślinnymi i geometrycznymi, czasami interpretowanymi jako alegoria stworzenia świata według Księgi Rodzaju.